# 陳懋鼎
陈懋鼎（1870年11月8日—1940年8月3日），字澤鉉，號徴宇，福建福州府閩縣螺洲人。清朝及中華民國政治人物，翻译家。

## 生平
清朝光绪十六年（1890），陈懋鼎和父親陈宝瑨、叔父陈宝璐中同榜进士。同年五月，授内阁中书。此後他历任外务部左参议、弼德院参议、俄文学堂监督、驻英国公使馆二等参赞，驻西班牙公使馆一等参赞、资政院议员。1912年4月，他任北洋政府外交部参事兼秘书长，1913年免职。1914年7月，他任金陵税关监督兼江宁交涉员，11月他任济南道尹兼外交部特派山东交涉员。1915年8月，他任参政院参政。此后他任国务院秘书、外交部特派厦门交涉员、外交部顾问。1918年，他任参议院议员。

## 著作
- 《槐樓詩鈔》
- 译作《岛雄记》（即《基督山伯爵》）